# Оме (Бреша)
Оме (итал. Ome) је насеље у Италији у округу Бреша, региону Ломбардија.
Према процени из 2011. у насељу је живело 2761 становника. Насеље се налази на надморској висини од 271 м.

## Становништво
Према резултатима пописа становништва 2011. у општини је живело 3.238 становника.
| 1951. | 1961. | 1971. | 1981. | 1991. | 2001. | 2011. |
| ----- | ----- | ----- | ----- | ----- | ----- | ----- |
| 2.203 | 2.206 | 2.255 | 2.481 | 2.655 | 2.904 | 3.238 |